# Golden Pot
Golden Pot – osada w Anglii, w hrabstwie Hampshire, w dystrykcie East Hampshire. Leży 31 km na północny wschód od miasta Winchester i 70 km na południowy zachód od Londynu.